# Svarttjärnen (Gnarps socken, Hälsingland, 688793-158201)
Svarttjärnen är en sjö i Nordanstigs kommun i Hälsingland och ingår i Ljungan-Gnarpsåns kustområde.